# Pierre Latour
 Pierre-Roger Latour (ur. 12 października 1993 w Romans-sur-Isère) – francuski kolarz szosowy.

## Osiągnięcia
Opracowano na podstawie:

2010
- 3. miejsce w Tour du Valromey

2011
- 2. miejsce w mistrzostwach Francji juniorów (start wspólny)
- 1. miejsce na 1. etapie w Regio-Tour

2013
- 1. miejsce w klasyfikacji młodzieżowej Ronde de l’Isard
- 1. miejsce w igrzyskach frankofońskich (start wspólny)
- 1. miejsce w klasyfikacji młodzieżowej Tour du Gévaudan Occitanie

2014
- 3. miejsce w Tour du Jura
- 3. miejsce w Piccolo Giro di Lombardia

2015
- 3. miejsce w Route du Sud
  - 1. miejsce w klasyfikacji młodzieżowej
- 3. miejsce w Tour de l’Ain
  - 1. miejsce w klasyfikacji młodzieżowej
  - 1. miejsce na 4. etapie

2016
- 1. miejsce w klasyfikacji młodzieżowej Étoile de Bessèges
- 2. miejsce w Critérium International
  - 1. miejsce w klasyfikacji młodzieżowej
- 1. miejsce w klasyfikacji młodzieżowej Tour de Romandie
- 3. miejsce w Tour de l’Ain
- 1. miejsce na 20. etapie Vuelta a España

2017
- 3. miejsce w Tour du Finistère
- 1. miejsce w klasyfikacji młodzieżowej Tour de Romandie
- 1. miejsce w mistrzostwach Francji (jazda indywidualna na czas)

2018
- 3. miejsce w Volta Ciclista a Catalunya
  - 1. miejsce w klasyfikacji młodzieżowej
- 1. miejsce w klasyfikacji młodzieżowej Critérium du Dauphiné
- 1. miejsce w mistrzostwach Francji (jazda indywidualna na czas)
- 1. miejsce w klasyfikacji młodzieżowej Tour de France

2021
- 3. miejsce w Vuelta a Asturias
  - 1. miejsce na 3. etapie

2022
- 3. miejsce w Tour Poitou-Charentes en Nouvelle-Aquitaine

2023
- 3. miejsce w Étoile de Bessèges

## Rankingi
| Rok             | 2012  | 2013 | 2014 | 2015 | 2016 | 2017 | 2018 | 2019 | 2020 | 2021 | 2022 | 2023 | 2024 |
| --------------- | ----- | ---- | ---- | ---- | ---- | ---- | ---- | ---- | ---- | ---- | ---- | ---- | ---- |
| UCI World Tour  |       |      |      | -    | 119. | 149. | 51.  |      |      |      |      |      |      |
| World Ranking   |       |      |      |      | 91.  | 146. | 63.  | 199. | 567. | 148. | 115. | 261. | 646. |
| UCI Europe Tour | 1031. | 245. | 210. |      | 73.  | 107. | 257. | 165. | 462. | 126. | 97.  | -    | -    |
|                 |       |      |      |      |      |      |      |      |      |      |      |      |      |
| Źródło: UCI     |       |      |      |      |      |      |      |      |      |      |      |      |      |